# Espungabera
Espungabera é uma vila moçambicana, sede do distrito de distrito de Mossurize na província de Manica. Está localizada junto à fronteira de Moçambique com o Zimbabué, tendo mesmo um posto fronteiriço rodoviário a 4 kms do centro da vila.
Espungabera encontra-se dividida em cinco bairros:
- Chipungumbira
- Primeiro de Maio
- Cimento
- Operação Produção ou Chicocha
- Serere

## História
Espungabera teve o seu início em 1900 com a construção de um posto da administração colonial portuguesa, para barrar qualquer tentativa de expansão inglesa para leste da fronteira definida em 1891, tendo sido oficialmente criada como povoação em 1902.
A povoação tornou-se a sede da Circunscrição de Mossurize criada pela Companhia de Moçambique no território da sua concessão. Esta circunscrição já aparece mencionada em 1903, e a povoação torna-se sede do distrito de Mossurize depois da independência nacional.
A vila foi muito afectada pela guerra civil a partir de 1979, devido à sua proximidade com a então Rodésia, sendo um dos raros pontos do distrito que se manteve sobre controlo das forças governamentais. Por isso tornou-se um local de refúgio para populações deslocadas pelo conflito, chegando a ter 18.000 refugiados. Espungabera voltou a ser refúgio para a população fugindo de ataques da Renamo no distrito em 2016, como resultado da crise político-militar entre o governo e o movimento da oposição.

## Infraestruturas
Espungabera dispõe de uma escola secundária bem como de um hospital distrital. Quanto à rede rodoviária, a principal estrada é a N260, em direcção ao norte, ligando a vila a Sussundenga e a Chimoio, a capital provincial, da qual dista 230 kms. A ligação rodoviária para sul é assegurada pela R441.